# Nabí (poema)
|  | Per a altres significats, vegeu «Nabí». |

Nabí és una de les obres cabdals del poeta català Josep Carner (1884-1970) aparegut el 1941 en la primera postguerra i a l'exili, tot i que la gestació de l'obra ja es va donar a Hendaia durant els anys 30 quan hi va ser cònsol. És un poema al·legòriconarratiu amb deu cants d'un centenar de versos cada un.
A través de la història del profeta Jonàs, fa de torsimany, de traductor, d'un Carner que se situa en certa manera fora de l'àmbit local i que només hi fa referència per a parlar de l'exili, ja que se sent d'allò més atuït. No només és la guerra civil que l'ha deixat així, també és la mort del seu amic: Guerau de Liost; de la seva primera dona, i l'inici de la II Guerra Mundial. Mostra la seva còlera davant del destí, com també ho feia Jonàs.